# Henry L. Myers

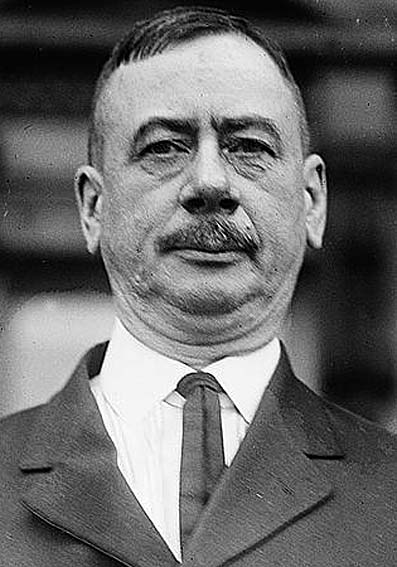
Henry Lee Myers

Henry Lee Myers, född 9 oktober 1862 i Cooper County, Missouri, död 11 november 1943 i Billings, Montana, var en amerikansk demokratisk politiker och jurist. Han representrerade delstaten Montana i USA:s senat 1911-1923.
Myers studerade juridik och inledde 1884 sin karriär som advokat i Montanaterritoriet. Han var åklagare i Ravalli County 1895-1899 och ledamot av Montanas senat 1899-1903.
Myers tjänstgjorde som domare 1907-1911. Han efterträdde i mars 1911 Thomas H. Carter i USA:s senat. Han omvaldes 1916 och bestämde sig för att inte ställa upp för omval i senatsvalet 1922. Han efterträddes som senator av Burton K. Wheeler. Myers var sedan domare i Montanas högsta domstol 1927-1929.
Myers var presbyterian och frimurare. Han gravsattes på Riverview Cemetery i Hamilton.